# Marc Waelkens
Marc Waelkens (* 12. April 1948 in Waregem; † 21. Februar 2021 in Oud-Heverlee) war ein belgischer Klassischer Archäologe.

## Leben
Waelkens studierte Archäologie und Kunstgeschichte an der Universität Gent und nahm seit 1969 an Ausgrabungen in Griechenland, Syrien und der Türkei teil. Er promovierte 1976. Danach arbeitete er als Dozent an der KU Leuven. 1986 wurde er an dieser Universität zum Professor und Leiter der Abteilung Archäologie, Kunstgeschichte und Musikwissenschaften ernannt. 2013 wurde er emeritiert.
1982 kam Waelkens im Rahmen eines britischen Forschungsprojekts zum ersten Mal an den Ort der antiken Stadt Sagalassos unweit der heutigen Ortschaft Ağlasun in der türkischen Provinz Burdur. Die Erforschung von Sagalassos sollte sein Lebenswerk werden. 1990 begannen unter seiner Leitung systematische Ausgrabungen und teilweise Restaurierungen. Seitdem koordinierte Waelkens eine Arbeitsgruppe von Wissenschaftlern unterschiedlicher Fachrichtungen, die die Forschungsarbeiten jährlich fortführt; mit seiner Emeritierung gab er 2013 die Grabungsleitung auf.
Waelkens war Mitglied der Königlich Flämischen Akademie Belgiens für Wissenschaften und Künste. 2008 erhob der belgische König ihn in den Adelsstand mit dem persönlichen Titel des Ritters.

## Schriften (Auswahl)
- Dokimeion. Die Werkstatt der repräsentativen kleinasiatischen Sarkophage. Chronologie und Typologie ihrer Produktion. (= Archäologische Forschungen 11). Gebr. Mann, Berlin 1982, ISBN 3-7861-1347-5.
- Die kleinasiatischen Türsteine. Typologische und epigraphische Untersuchungen der kleinasiatischen Grabreliefs mit Scheintür. Zabern, Mainz 1986, ISBN 3-8053-0788-8.
- Ontdekking van het verloren Sagalassos. Leuven 2002.
- Sagalassos-jaarboek 2008: het kristallen jubileum van twintig jaar opgravingen. Leuven 2009.